# FIM (fondförvaltare)
FIM är en finländsk finanskoncern som grundades 1987. Verksamheten bedrivs i huvudsak i Finland och Sverige. FIM erbjuder kapitalförvaltnings-, fondkommissions- och investment bankingtjänster åt privatkunder och institutioner.